# Movimiento para abolir la policía

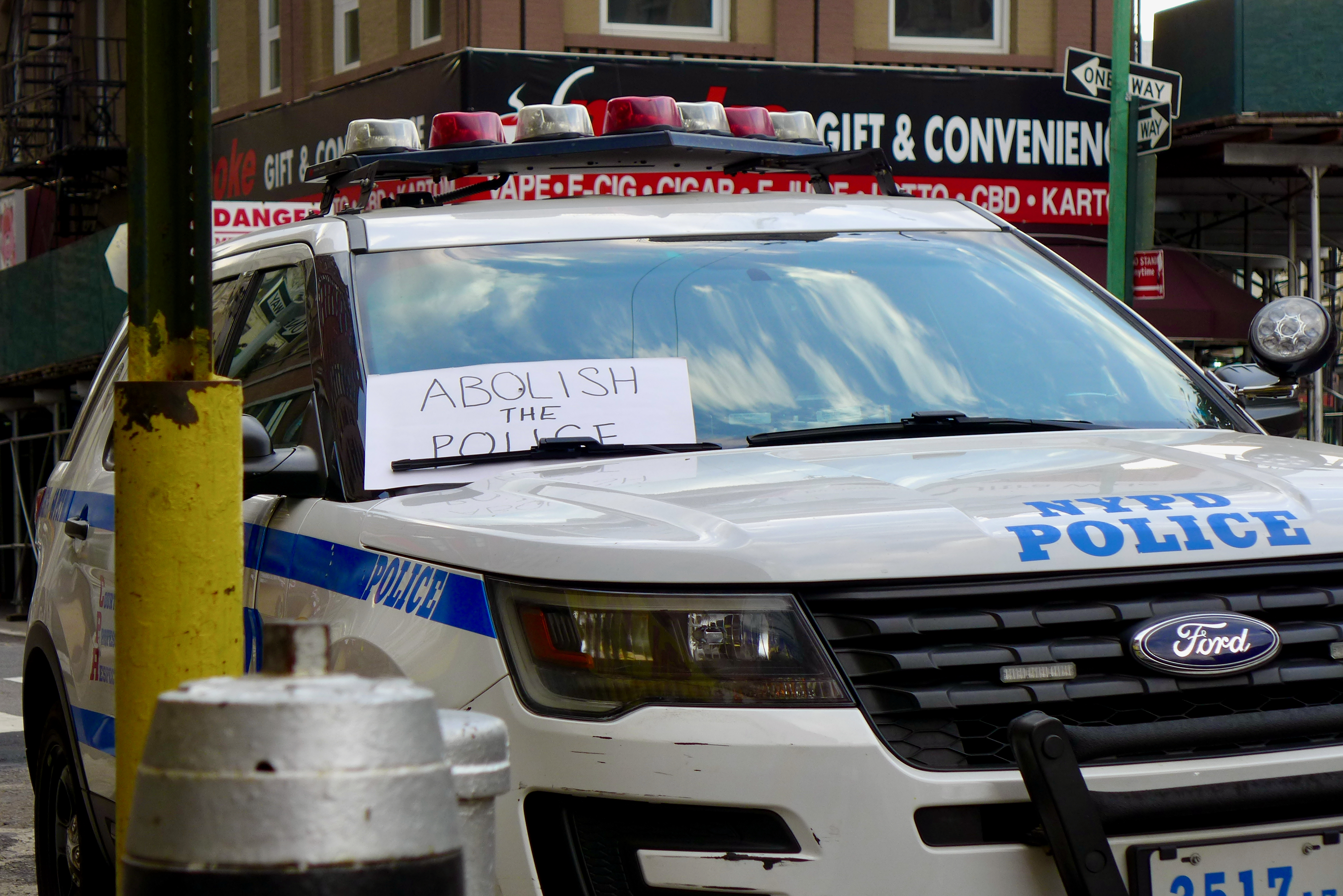
Un cartel con el frase «Abolish the police» colocado en un vehículo del NYPD durante las protestas por la muerte de George Floyd.

En los Estados Unidos, el movimiento para abolir la policía es un movimiento político que propone reemplazar las policía con otros sistemas de seguridad ciudadana. Los abolicionistas creen que el sistema policial es defectuoso sin remedio, entonces que no sólo quieren reformar la policía, prefiriendo disolverla, limitarla y desarmarla. Argumentan que los intentos de reformar la policía están condenados al fracaso porque la institución policial está arraigada en la supremacía blanca y el colonialismo, así que la abolición de la policía es una exigencia ética.
El proceso de abolir la policía requiere que las comunidades creen alternativas a los métodos policiales tradicionales, deconstruyan ideas preconcebidas sobre la policía, resistan apropiación del movimiento por los reformistas y tomen medidas para diminuir el poder y legitimidad de la policía (desfinanciándola, por ejemplo).

## Desfinanciar la policía
En medio de las protestas por la muerte de George Floyd, grupos de izquierda como Black Lives Matter adoptaron la frase inglesa defund the police (español: desfinanciar a la policía) para pedir recortes en el presupuesto de la policía, la delegación de sus responsabilidades a otras organizaciones o la abolición de la policía por completo. Habían propuestas para desviar los presupuestos de departamentos policiales hacia los servicios sociales. El movimiento abolicionista recuerda una temprana expresión «fuck the police», que según algunos expertos se convirtió en el lema no oficial de los disturbios de Los Ángeles de 1992.
Freddie O'Connell, quien eventualmente fue electo alcalde de Nashville (Tenesí), se sumó en 2020 a la idea de recortar el presupuesto policíaco, en el contexto de defund the police.

## Debate
Según Glenn Kessler del Washington Post, «solo en raras ocasiones piden los activistas de izquierda la completa eliminación de los cuerpos de policía»;  empero, el The New York Times publicó que «Sí, nuestra intención es literalmente abolir la policía.»